# Guy Chanfrault
Guy Chanfrault, né le 3 septembre 1924 à Saint-Dizier (Haute-Marne) et mort le 21 mai 2005 dans sa ville natale, est un homme politique français.

## Carrière
Ce médecin généraliste, militant socialiste à partir de 1960, est membre du comité directeur du Parti socialiste de 1973 à 1977. Il est élu conseiller municipal de Saint-Dizier de 1959 à 1965, puis adjoint au maire de 1971 à 1989.
Lors des élections législatives de 1981, suivant l'élection de François Mitterrand, Guy Chanfrault se présente dans la 2e circonscription de la Haute-Marne qui comprend Saint-Dizier. Au premier tour, il réunit 33,2 % des suffrages arrivant derrière le candidat RPR (45,3 %) mais devant le candidat PCF (21,4 %). Au second tour, il bat le député RPR sortant Jacques Delong avec 53,8 % des voix. Il est réélu à la proportionnelle en 1986 puis à nouveau dans la 2e circonscription en 1988, avec 53,5 % des voix face à l'UDF Simone Martin.
Guy Chanfrault est élu maire de Saint-Dizier à l'issue des élections municipales de 1989. Au premier tour, sa liste socialiste devance la liste du maire communiste sortant Marius Cartier (33,1 % des suffrages contre 26,7 %). La liste fusionnée PS-PCF dirigée par Chanfrault ne remporte cependant que 51,9 % des voix au second tour face à une liste RPR-UDF.
Guy Chanfrault perd son siège de député lors des élections législatives de 1993. Il est battu dès le premier tour avec 13,8 %, devancé par le RPR François Cornut-Gentille (23,9 %), l'UDF Simone Martin (22,6 %) et le frontiste Valentin Renard (16,2 %), et talonné par le communiste Jean-Luc Bouzon (13,7 %).
Deux ans après sa défaite aux législatives et dans un contexte national marqué par le passage à droite de plusieurs villes industrielles, Guy Chanfrault est lourdement sanctionné lors des élections municipales de 1995. Avec 12,1 % des suffrages, sa liste n'arrive qu'en quatrième position derrière celle du député Cornut-Gentille (42,3 %), celle du Front national (26,7 %) et celle du PCF (14 %). Il décide alors de ne pas apparaître sur la liste PS-PCF fusionnée, qui est battue par la droite au deuxième tour.
Guy Chanfrault meurt le 21 mai 2005 dans sa ville natale, à l'âge de 80 ans.

## Passion pour l'écriture et la poésie
Il est lauréat du concours Lire en fête Saint-Dizier : vous prendrez bien un vers ?. Il publie aux Éditions Dominique Guéniot deux ouvrages : en 2002, Les Rappels du temps, (poésies et souvenirs), et en 2003, Parfum d'éternité.

## Détail des fonctions et des mandats
Mandats locaux
- 1959 - 1965 : Conseiller municipal de Saint-Dizier
- 1971 - 1989 : Adjoint au maire de Saint-Dizier
- 1989 - 1995 : Maire de Saint-Dizier

Mandats parlementaires
- 21 juin 1981 - 1er avril 1986 : Député de la 2e circonscription de la Haute-Marne[12]
- 16 mars 1986 - 14 mai 1988 : Député de la Haute-Marne[13]
- 12 juin 1988 - 1er avril 1993 : Député de la 2e circonscription de la Haute-Marne[14]